# 드미트리 예고로프
드미트리 표도로비치 예고로프(러시아어: Дми́трий Фёдорович Его́ров, 영어: Dmitri Fyodorovich Egorov, 1869년 12월 22일 ~ 1931년 9월 10일)는 러시아의 수학자이다. 미분기하학과 해석학에 공헌하였다.

## 생애
1869년 12월 22일 모스크바에서 태어났다. 모스크바 대학교에서 니콜라이 부가예프 아래 박사 학위를 수여받았고, 모스크바 대학교의 교수가 되었다. 여기서 니콜라이 루진과 파벨 알렉산드로프와 같은 유명한 제자를 두었다.
러시아 정교회의 독실한 신자였으며, 1917년 러시아 혁명 이후에도 교회를 계속 옹호하였다. 이 때문에 1929년에 스테클로프 수학 연구소에서 해임당하였고, 1930년에 체포당하였다. 감옥에서 단식 투쟁을 벌이다가 1931년 9월 10일에 아사하였다.

## 참고 문헌
- Shields, Allen (1987년 12월). “Years Ago. Luzin and Egorov”. 《The Mathematical Intelligencer》 (영어) 9 (4): 24–27. doi:10.1007/BF03023726. ISSN 0343-6993.
- Shields, Allen (1989년 3월). “Years Ago. Egorov and Luzin: Part 2”. 《The Mathematical Intelligencer》 (영어) 11 (2): 5–8. doi:10.1007/BF03023816. ISSN 0343-6993.
- Кузнецов, П. И. (1971). “Дмитрий Федорович Егоров (к 100-летию со дня рождения)”. 《Успехи математических наук》 (러시아어) 26 (5): 169–206. ISSN 0042-1316. MR 384434. Zbl 0222.01015.
  - Kuznetsov, P. I. (1971). V. Rich 역. “Dmitrii Fedorovich Egorov (on the centenary of his birth)”. 《Russian Mathematical Surveys》 (영어) 26 (5): 125–164. Bibcode:1971RuMaS..26..125K. doi:10.1070/RM1971v026n05ABEH003830. ISSN 0036-0279.